# Sialk
Sialk o Tepe Sialk (persa: تپه سیلک) és un gran jaciment arqueològic d'època neolítica i antiga situat en un suburbi de la ciutat de Kaixan, província d'Esfahan, al centre de l'Iran. La cultura que va habitar aquesta zona s’ha relacionat amb la cultura del riu Zayandeh.

## Història

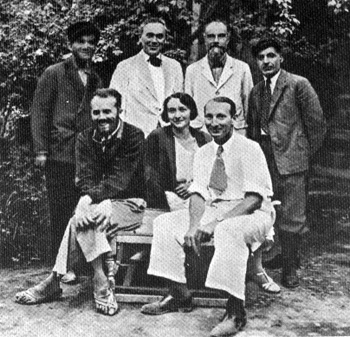
L'equip Ghirshman a Sialk.

Un estudi conjunt entre l'Organització iraniana del patrimoni cultural, el Louvre i l'Institut Francais de Recherche en Iran també va verificar que els vestigis més antics de Sialk trobats fins avui són del voltant del 6000-5500 aC. El ziggurat de Sialk es va construir cap al 3000 aC.
Sialk, i tota la zona que l'envolta, es creu que es va originar a causa de les grans fonts d'aigua verges properes que encara existeixen actualment. El Cheshmeh ye Soleiman (‘Font de Salomó’) porta milers d'anys portant aigua a aquesta zona des de les muntanyes properes. El jardí Fin, construït en la seva forma actual al segle xvii, és una atracció turística popular. És aquí on els reis de la dinastia safàvida passaven les seves vacances lluny de les capitals. També aquí és enterrat Piruz Nahavandi (Abu-Lu'lu'ah), l'assassí persa del califa Úmar. Totes aquestes restes són al mateix lloc on es troba Sialk.

## Arqueologia

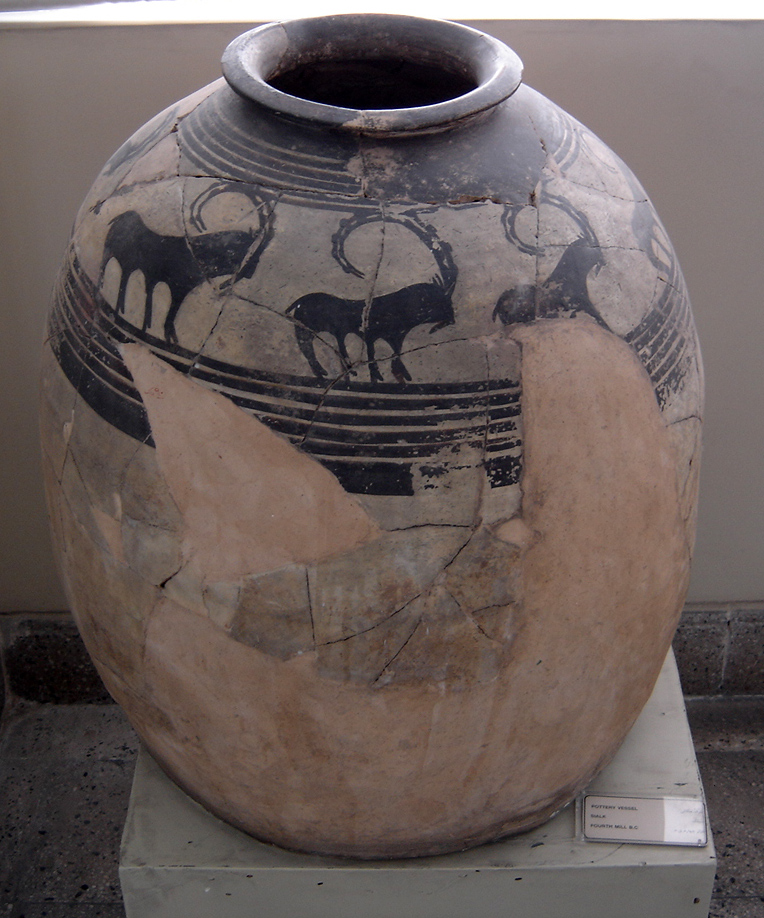
Gerra de ceràmica, IV mil·lenni aC. Col·lecció Sialk del Museu Nacional de l'Iran de Teheran.

Tepe Sialk va ser excavat en tres campanyes (1933, 1934 i 1937) per un equip dirigit per Roman Ghirshman i la seva dona Tania Ghirshman. Els estudis relacionats amb el lloc van ser realitzats per D.E. McCown, Y. Majidzadeh i P. Amieh. L'excavació es va reprendre amb diverses campanyes entre 1999 i 2004 per un equip de la Universitat de Pennsilvània i l'Organització de patrimoni cultural de l'Iran. Aquesta represa va estar dirigida per Sadegh Malek Shahmirzadi i va portar el nom de Projecte de reconsideració Sialk. Des del 2008, un equip iranià dirigit per Hassan Fazeli Nashli i recolzat per Robin Coningham de la Universitat de Durham ha estat treballant al monticle nord on hi han trobat 6 enterraments del Neolític final.
La majoria d'artefactes de l'excavació original van acabar al Museu del Louvre, tot i així també n'hi ha al Museu Britànic, al Museu Metropolità d'Art de Nova York i al Museu Nacional de l'Iran. També hi ha peces que han acabat en mans de col·leccionistes privats.
Aquestes peces consistien en unes ceràmiques pintades molt fines.

### Monticle nord
El monticle nord (tell) és el més antic. La seva ocupació es remunta a finals del VII mil·lenni aC. El tel es compon de dos nivells: Sialk I (el més antic) i Sialk II. L'arquitectura del nivell I de Sialk és relativament rudimentària. Correspon a una comunitat agrícola i pastoral on la cacera era important; la poteria era vermella amb pintures negres. Els morts s'enterraven als terres de les cases i els cossos potser es pintaven de vermell. S'han descobert tombes que contenen ceràmica. La ceràmica és inicialment bastant rugosa, després es torna de millor qualitat amb el pas del temps.
Els objectes pintats arcaics de Zagheh (cap al 6000-5500 aC) també es troben a Tepe Sialk I, subnivells 1-2. Es tracta de la primera ceràmica pintada coneguda, que es va trobar per primera vegada a Tepe Zagheh, a la plana del Qazvin. Als subperíodes 3, 4 i 5, la ceràmica té una superfície clara amb decoració pintada. Aquí encara s’utilitzaven eines de pedra o ossos.
El nivell Sialk II veu la primera aparició de la metal·lúrgia. El material arqueològic trobat als edificis d'aquest període testimonia l'augment dels vincles amb el món exterior. Presenta una evolució amb muralles de rajola i edificacions amb aquest material; s'han trobat petxines marines que venen del golf Pèrsic; alguns objectes són de coure però senzills i fets a mà.

### Monticle sud
El monticle sud inclou els nivells Sialk III i IV. El primer, dividit en set subperíodes, correspon al V mil·lenni i a l'inici del IV (vers el 4000 aC). Aquest període és en continuïtat amb l'anterior, i veu augmentada la complexitat de l'arquitectura (maons modelats, ús de la pedra) i l'artesania, especialment la metal·lúrgica.

### Metal·lúrgia
Les proves demostren que Tepe Sialk va ser un important centre de producció de metall al centre de l'Iran durant els períodes Sialk III i Sialk IV. Una quantitat important de restes metal·lúrgiques es van trobar durant les excavacions dels anys noranta i posteriors. Això inclou una gran quantitat d'escòries, restes de litargiri i gresols i motlles.
El nivell Sialk IV comença a la segona meitat del IV mil·lenni i acaba amb l'abandonament del lloc a principis del III mil·lenni. Per als subperíodes més antics del Sialk IV, hi ha vincles amb les civilitzacions mesopotàmiques d'Uruk i Jemdet Nasr.
Més endavant, el material és similar al de Susa III (nivell protoelamita), de manera que aquí és on hi ha l'horitzó protoelamita a Sialk, com també ho demostra el descobriment d'algunes tauletes d'argila protoelamita.
Les ruïnes del que seria el Ziggurat més antic del món es troben en aquest mateix nivell de Sialk IV.